# Orgueilleuse de Harenc
 (août 2009).
Si vous disposez d'ouvrages ou d'articles de référence ou si vous connaissez des sites web de qualité traitant du thème abordé ici, merci de compléter l'article en donnant les références utiles à sa vérifiabilité et en les liant à la section « Notes et références ».
Orgueilleuse de Harenc, décédée après mars 1175, épousa vers 1169 Bohémond III prince d'Antioche et eut :
- Raymond IV, comte de Tripoli, mort en 1199 ;
- Bohémond IV, comte de Tripoli et prince d'Antioche.

Harenc est l'un des fiefs de la principauté d'Antioche. Elle était la fille d'un seigneur de Harenc, mais rien ne se sait de sa famille.